# David Defiagbon
David Defiagbon (* 12. Juni 1970 in Sapele, Nigeria; † 24. November 2018 in Las Vegas, Vereinigte Staaten) war ein nigerianisch-kanadischer Boxer.

## Amateurkarriere
Defiagbon begann in Nigeria mit dem Boxsport und gewann im Weltergewicht die Goldmedaille bei den Commonwealth Games 1990 in Auckland, sowie im Halbmittelgewicht eine Bronzemedaille bei den Afrikaspielen 1991 in Kairo. Bei der Weltmeisterschaft 1991 in Sydney unterlag er erst im Viertelfinale gegen Juan Carlos Lemus und konnte dann an den Olympischen Spielen 1992 in Barcelona teilnehmen, wo er in der Vorrunde des Halbmittelgewichts gegen Raúl Márquez ausschied.
Danach wanderte er nach Kanada aus und wurde 1996 Kanadischer Meister im Schwergewicht. Nach dem Gewinn der amerikanischen Olympiaqualifikation 1996 in Guaynabo konnte er an den Olympischen Spielen 1996 in Atlanta teilnehmen, besiegte dort Omar Ahmed, Christophe Mendy und Nate Jones, ehe er im Finale gegen Félix Savón unterlag und die olympische Silbermedaille gewann. Dies war die letzte olympische Medaille eines kanadischen Boxers bis 2024, als Wyatt Sanford Bronze im Halbweltergewicht erkämpfte.

## Profikarriere
Er bestritt sein Profidebüt im Oktober 1996 und gewann 21 Kämpfe in Folge, ehe er am 23. Juli 2004 knapp nach Punkten gegen Oleg Maskajew verlor. Seinen nächsten und zugleich letzten Kampf verlor er am 15. Januar 2005 in Magdeburg vorzeitig gegen Juan Carlos Gómez.

## Tod
Defiagbon starb am 24. November 2018 im Alter von 48 Jahren an Herzkomplikationen.